# پمپ جریان محوری

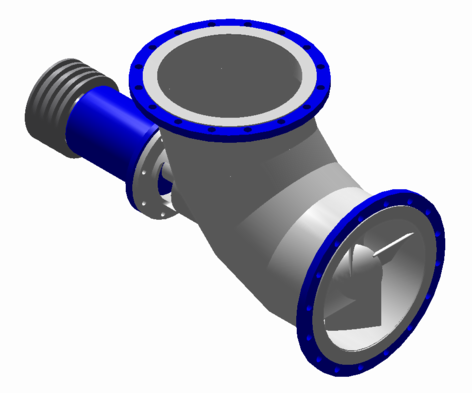
تصویری از یک پمپ جریان محوری

پمپ‌های جریان محوری، (به انگلیسی: Axial-flow pump) که پمپ‌های ملخی هم نامیده می‌شوند بیشترین افزایش فشار سیال را از طریق اعمال پروانه‌ها یا عملیات بالابری تیغه‌ها اعمال می‌کند. این گروه یک سری پروانه ورودی به همراه جریان ورودی محوری و خروجی تقریباً محوری دارند. پمپ‌های این گروه غالباً دارای سرعت مخصوص‌هایی بیش از ۹۰۰۰ هستند. در حالت کلی از پمپ‌های جریان محوری هنگامی که تولید دبی لازم باشد استفاده می‌کنند و از پمپ‌های جریان شعاعی به منظور افزایش فشار سود می‌برند.
در پمپ‌های جریان محوری (axial flow)، سیال موازی محور (shaft) وارد پمپ می‌گردد و به‌طور موازی نسبت به محور از پروانه (impeller) خارج می‌گردد. در این پمپ بیش‌تر فشار مایع را نیروی پرتاب پره‌های پروانه (impeller vanes) تأمین می‌کند. این پمپ برای تولید دبی‌های زیاد با ارتفاع کم (high mass flow rate and low heads) کاربرد دارد
این نوع پمپ‌ها دارای پروانه باز می‌باشند که به این علت به آن پمپ ملخی نیز می‌گویند.